# عباس انواری
عباس انواری (۱۵ اسفند ۱۳۲۲ – ۲۱ تیر ۱۴۰۴) استاد و پژوهشگر دانشکده فیزیک دانشگاه صنعتی شریف در رشته فیزیک پلاسما، ریاست پیشین دانشگاه صنعتی شریف، و نیز ریاست پیشین دانشکده فیزیک آن دانشگاه بود. وی همچنین عضو هیئت تحریریه مجله علمی-پژوهشی شریف و نیز مجله انگلیسی زبان فیزیک نظری و کاربردی،، و صاحب کتاب و نویسنده ده‌ها مقاله علمی در ژورنال‌های داخلی و خارجی و نیز کنفرانس‌های بین‌المللی بود. عباس انواری در سال ۱۳۷۶ به عنوان استاد ممتاز دانشگاه صنعتی شریف برگزیده شد.
عباس انواری مدرک دکترای فیزیک پلاسما را از دانشگاه چالمرز در کشور سوئد دریافت کرده بود. او پس از بازگشت به ایران در دو دوره بین سال‌های ۱۳۵۹ تا ۱۳۶۱ و ۱۳۶۴ تا ۱۳۶۸ ریاست دانشگاه صنعتی شریف را بر عهده داشت.
وی همچنین در دو دوره عهده‌دار ریاست دانشکده فیزیک این دانشگاه بود. او سرپرست علمی بخش علوم پایه و مهندسی «دانشنامه ایران» و عضو هیئت مدیره و هیئت مؤسس دانشگاه غیردولتی خاتم نیز بود.
رشته پژوهشی مورد علاقه عباس انواری علاوه بر فیزیک پلاسما، فیزیک لیزر و فیزیک ذرات کیهانی بود، و در کنار آن به شعر و ادبیات فارسی نیز دلبستگی داشت.

## زندگی‌نامه
عباس انواری در تاریخ ۱۵ اسفند ۱۳۲۲ در شهر تهران چشم به جهان گشود. او تحصیلات ابتدایی خود را در دبستان دولتی امیدی و تحصیلات متوسطه را در دبیرستان غیرانتفاعی هدف به پایان برد. در سال ۱۳۴۱ به دانشکده فنی دانشگاه تهران راه یافت و موفق به دریافت مدرک کارشناسی ارشد در رشته مهندسی برق گردید. او چند سال بعد برای تحصیل در مقطع دکترا در رشته فیزیک عازم کشور سوئد شد و ابتدا در دانشگاه اوپسالا تحت نظارت روبرت نیلسون در زمینه فیزیک لیزر و فیزیک پلاسما به کارهای تحقیقاتی و آزمایشگاهی پرداخت که منجر به چاپ چندین مقاله علمی گردید. سپس به دانشگاه چالمرز منتقل شد و پایان‌نامه دکترای خود را تحت عنوان «مطالعه تخلیه‌های الکتریکی در گازها» تحت نظارت هانس ویلهلمسون تهیه و در سال ۱۹۷۴ میلادی مدرک دکترای خود را از ان دانشگاه دریافت نمود.

## فعالیت‌های علمی و اجرایی
عباس انواری پس از بازگشت به ایران علاوه بر پژوهش و تدریس فیزیک، در دو دوره ۱۳۵۹–۱۳۶۱ و ۱۳۶۴–۱۳۶۹ ریاست کل دانشگاه صنعتی شریف و نیز در دو دوره ۱۳۵۷–۱۳۵۹ و ۱۳۷۴–۱۳۷۷ ریاست دانشکده فیزیک این دانشگاه را عهده‌دار بوده‌است. وی هم‌زمان با فعالیتهای دانشگاهی، در سال‌های ۱۳۶۴–۱۳۶۹ سرپرستی علمی گروه علوم پایه ستاد برنامه‌ریزی شورای عالی وزارت فرهنگ، و نیز از سال ۱۳۸۴ تا ۱۴۰۴ سرپرستی علمی بخش علوم پایه و مهندسی «دانشنامه ایران» را به عهده داشت
.
عباس انواری در سال ۱۳۷۶ به عنوان استاد ممتاز دانشگاه صنعتی شریف برگزیده شد.
از دیگر فعالیت‌های دانشگاهی و فرهنگی عباس انواری می‌توان به موارد زیر اشاره کرد:
- عضو هیئت امناء دانشگاه پیام نور (۱۳۶۹ تا ۱۳۷۷)
- عضو شورای عالی برنامه‌ریزی وزارت علوم، تحقیقات و فناوری (۱۳۶۴ تا ۱۳۶۹)
- عضو شورای عالی برنامه‌ریزی وزارت آموزش و پرورش (۱۳۶۶ تا ۱۳۷۴)
- عضو شورای سازمان پژوهش و برنامه‌ریزی آموزشی (۱۳۶۹ تا ۱۳۷۵)
- عضو هیئت مؤسس و عضو جامعه اسلامی استادان (جامعه دانشگاهیان) دانشگاه صنعتی شریف از سال ۱۳۵۵ تا کنون و دبیر این جامعه در دوره‌های متعدد.
- عضو هیئت تحریریه مجله انگلیسی زبان فیزیک نظری و کاربردی[۲]
- عضو هیئت تحریریه مجله علمی-پژوهشی شریف.
- عضو پیوسته انجمن فیزیک ایران
- عضو شورایعالی و شورای علمی دائرةالمعارف بزرگ اسلامی
- عضو هیئت مؤسس و هیئت امنای دانشگاه غیردولتی خاتم

### اجرای پروژه آونگ فوکو
عباس انواری در سال ۱۳۷۶ پروژه ساخت آونگ فوکو را در دانشکده فیزیک دانشگاه شریف طراحی و به اجرا درآورد. این آونگ (پاندول) برای نشان دادن حرکت وضعی و چرخش کره زمین بکار می‌رود.

## کتاب و مقاله
انواری در طول فعالیت علمی خود، چندین کتاب و ده‌ها مقاله علمی به زبان‌های فارسی و انگلیسی منتشر کرد. فهرست زیر دربرگیرنده برخی از آنها است.

### کتاب
- ترجمهٔ کتاب علمی «مگاوات و مگاتن» با همکاری جلال صمیمی و سایرین، انتشارات دانشگاه صنعتی شریف، ۱۳۹۰
- تألیف کتاب علمی به زبان انگلیسی با همکاری رسول صدیقی و الناز ایرانی، ۲۰۱۷
تحت عنوان: Interaction of Intense Femtosecond Lasers with Molecules
- همکاری در تدوین «فرهنگ جامع زبان فارسی» (همکاری در بخش فیزیک) جلد اول - ۱۳۹۲
- همکاری در تدوین و تهیه دایرةالمعارف فارسی «دانشنامه ایران» به عنوان مترجم و ویراستار و سرپرست بخش علوم پایه و مهندسی، جلد اول ۱۳۸۴– جلد دوم ۱۳۸۶– جلد سوم ۱۳۸۹– و جلد چهارم۱۳۹۳.

### مقالات فارسی
- «آشکارسازی تابش پر انرژی کیهانی»: جلال صمیمی، عباس انواری و بقیه، مجموعه مقالات پژوهشی شریف، صفحه ۱۰۷، سال ۱۳۷۳ (۱۹۹۴)
- «مقایسه عملکرد محفظه‌های نوری مختلف برای آزمایشهای رگبارهای گسترده هوایی» بهمن‌آبادی، انواری، صمیمی، چکیده مقالات کنفرانس فیزیک ایران صفحه ۳۴۲، سال ۱۳۷۵ (۱۹۹۶)
- «ضبط خودکار مسیر ذرات کیهانی (I و II)»: جلال صمیمی، عباس انواری و بقیه، مجموعه مقالات پژوهشی شریف صفحه ۱۱۱، سال ۱۳۷۴ و صفحه ۷۰، سال ۱۳۷۵ (۱۹۹۶)
- «تشخیص عبور ذرات باردار با اتاقک شکاف باریک (I و II)»: جلال صمیمی، عباس انواری و بقیه، مجموعه مقالات پژوهشی شریف، صفحه ۶۷ سال ۱۳۷۴ و صفحه ۴۵، سال ۱۳۷۵ (۱۹۹۶)
- «اندازه‌گیری چگالی الکترونی با استفاده از تداخل‌سنج تک کاناله لیزر HCN در توکامک»، عباس انواری، آبیار کاشانی، قرآن‌نویس، نشریه انجمن فیزیک ایران، صفحه ۱۳–۱۶، تابستان ۱۳۷۶ (۱۹۹۷)
- «اندازه‌گیری مشخصات تابش پرتوهای کیهانی در تهران (I و II)»: جلال صمیمی، عباس انواری و بقیه، مجموعه مقالات پژوهشی شریف، صفحه ۸۰، سال ۱۳۷۵ و صفحه ۷۵، سال ۱۳۷۶ (۱۹۹۷)
- «مطالعه و ساخت یک نوع فلاش تیوب»: عباس انواری، جلال صمیمی، محمد نبی‌فرخی و بقیه، مجموعه مقالات پژوهشی شریف، صفحه ۳۳، سال ۱۳۷۶ (۱۹۹۷)
- «ساخت پاندول فوکو (I و II)»: عباس انواری، محسن احمدی، سعید انواری، مجموعه مقالات پژوهشی شریف، صفحه ۳۹ سال ۱۳۷۵ و صفحه ۴۲ سال ۱۳۷۶ (۱۹۹۷)
- «ساخت تلسکوپ پرتو کیهانی (I و II)»: جلال صمیمی، عباس انواری، محمد لامعی. مجموعه مقالات پژوهشی شریف، صفحه ۸۷، سال ۱۳۷۶ و صفحه ۹۷ سال ۱۳۷۷ (۱۹۹۸)
- «ساخت یک آرایه چهار واحدی برای آشکارسازی ذرات کیهانی»: عباس انواری، جلال صمیمی، محمود بهمن‌آبادی. مجموعه مقالات پژوهشی شریف، صفحه ۵۱ سال ۱۳۷۷ (۱۹۹۸)
- «ساخت یک هودوسکپ» عباس انواری، جلال صمیمی، عبدالحسین خدام. مجموعه مقالات پژوهشی شریف، صفحه ۵۷ سال ۱۳۷۷ (۱۹۹۸)
- «بررسی بهمن‌های هوایی توسط آرایه ۴ واحدی (I و II)»: عباس انواری، جلال صمیمی، محمود بهمن‌آبادی و بقیه، مجموعه مقالات پژوهشی شریف صفحه ۲۱–۲۹، سال ۱۳۷۸ و صفحه ۲۷–۳۳ سال ۱۳۷۹ (۲۰۰۰)
- «مطالعه تابش پُرانرژی کیهانی توسط آرایه‌ای از سنتیلاتورها»: بهمن‌آبادی، انواری، صمیمی، لامعی، رستگارزاده، کنفرانس سالانه فیزیک، شاهرود، دانشگاه شاهرود ۱۳۷۹ (۲۰۰۰)
- «بررسی اثر میدان مغناطیسی زمین روی بهمن‌های هوایی (I و II)»: عباس انواری، جلال صمیمی، محمود بهمن‌آبادی و بقیه، مجموعه مقالات پژوهشی شریف، صفحه ۱۵–۲۲، سال ۱۳۸۰ و صفحه ۱۷–۲۰ سال ۱۳۸۱ (۲۰۰۲)
- «اثر میدان مغناطیسی کهکشان راه شیری بر بهمن‌های هوایی» عباس انواری، جلال صمیمی، محمود بهمن‌آبادی و مهدی خاکیان، مجموعه مقالات پژوهشی شریف، صفحه ۷–۱۲ سال ۱۳۸۲ (۲۰۰۳)
- «استفاده از مخزن خلاء برای شارژ و بررسی اتاقک جرقه با فشار اتمسفر»، عباس انواری، جلال صمیمی، محسن احدی، مجموعه مقالات پژوهشی شریف، صفحه ۱۳–۱۶، سال ۱۳۸۳ (۲۰۰۴)
- «فعالیتهای رصدخانه البرز»: بهمن‌آبادی، صمیمی، انواری، خاکیان قمی، شیدایی، یازدهمین گردهمایی پژوهشی نجوم ایران، قزوین، دانشگاه امام خمینی، صفحه ۱۵۷–۱۵۸ سال ۱۳۸۵ (۲۰۰۶)
- «تعیین تغییرات شعاعی و زمانی دمای الکترونهای پلاسما در توکامک». محبوب حسین پور. عباس انواری. محمود قران نویس. مجله پژوهش فیزیک ایران. جلد۷. شماره۲. صفحه۱۱۱–۱۰۷. سال۱۳۸۶.(۲۰۰۷)
- «خلاء از دیدگاه فیلسوفان و فلاسفه اسلامی (بحثی منتقدانه از منظر دانش فیزیک)» عباس انواری، سعید انواری، مجله مقالات و بررسی‌ها، صفحه ۲۵–۴۵ دانشگاه تهران، دفتر ۹۰ زمستان ۱۳۸۷ (۲۰۰۷)
- «روشی دیگر برای یافتن مکان هسته بهمن‌های گسترده هوایی» هادی هدایتی، عباس انواری، محمود بهمن‌آبادی، جلال صمیمی، صفحه ۲۲۸–۲۳۱، مقاله نامه کنفرانس فیزیک ایران ۱۳۸۸(۲۰۰۹)
- «مشاهده سایه خورشید با تلسکوپ ردیاب پرتو کیهانی»: محمد دهقانی، عباس انواری، محمود بهمن‌آبادی و بقیه، جلد ۹ شماره ۳ صفحه ۲۱۹–۲۲۵ مجله پژوهش فیزیک ایران ۱۳۸۸ (۲۰۰۹)
- «بررسی پدیده تخلخل و تکاثف در طبیعیات فلسفه اسلامی (بحثی منتقدانه از منظر فیزیک)» سعید انواری، عباس انواری، مجله فلسفه و کلام اسلامی، دانشگاه تهران، تابستان ۱۳۹۲ (۲۰۱۳)

### مقالات انگلیسی
- "The effect of seeding an Argon arc with Cesium on the cathode temperature", Naragi, M. , Anvari.A, Energy conversion, vol.12, pp. 13–16 Pergamon Press, England 1972.
- "The design and coherence properties of a simple N2 laser“. Steinvall, O and Anvari, A. , Journal of physics E. Great Britain, volume 6, pp. 1125–1128, 1973.
- "Study of a 40 kv multi-stage spark gap operated in air at atmospheric pressure”. Anvari, A and Steinvall, O. Journal of Physics E. Great Britain, volume 6, pp. 1113–1115, 1973.
- "The characteristics of a 40 kv multistage spark gap”. Anvari, A. Physica Scripta (SWEDEN), volume 10, pp. 145–148, 1974
- "Soft x-ray tomography on IR-T1 Tokomak", Ghoranneviss, A. Anvari, Masnavi, Abbaspour, 23rd European Physical Society Conference on Controlled Fusion and Plasma Physics, 24–28 June, UKRAINE, 1996
- “Modification of Plasma Confinement”, M. Ghoranneviss, A. Anvari, Masnavi, Abbaspour, 23rd European Physical Society Conference on Controlled Fusion and Plasma Physics, 24–28 June, UKRAINE, 1996
- "Modification of Plasma Confinement”. Ghoranneviss, A. Anvari, Masnavi, Journal of Scientia Iranica vol.4 pp 71–76, July 1997.
- "Single Channel HCN Laser Interferometer for Electron Density Measurement in the IR-T1 Tokamak “, Ghoranneviss, Monfared, Anvari, 24th IEEE International Conference on Plasma Science. May 19–22 San Diego, California, USA 1997
- "Comparison of the Performance of Various Light Enclosures for Extensive Air Experiments", Bahmanabadi, Anvari, Lamehi, Rastegar Zadeh, Samimi, Journal of Experimental Astronomy, Netherlands, Vol. 8 (211–229), 1998
- "Observation of the Hard Disruption instability in the IR-T1 Tokamak". Ghorannevis, Masnavi, Anvari, Doranian, Journal of Science, Islamic Republic of IRAN, vol 10, No 1, 73–78, 1999
- "Mode Locking in Iran-Tokamak". Hojabri, Ghorannevid, Anvari, Journal of Scientia Iranica, vol 2,No. 2 , 2002,  pp 153–156 ,
- "A Study of the Effect of Geomagnetic Field on Extensive Air Showers with Small Arrays". Bahmanabadi, Anvari et al, Journal of Experimental Astronomy, vol. 13, pp. 39–57, Netherlands, 2002
- "Investigation of Energy Spectrum of EGRET Gamma Ray Sources by Extensive Air Shower", M. Khakian, J. Samimi, M. Bahmanabadi, A. Anvari, 29th International Cosmic Ray Conference, pp. 101–106, Pune, India 2005
- "Comparison Between Decolorization Denim Fabrics with Glow Discharge", Ghorannevis, Moazzenchi, A. Anvari, Rashidi, Hosseini, Journal of SURFACE & COATINGS TECHNOLOGY, Elsevier, vol. 7, No. 162, 2006
- "Decolorization of Denim Fabric with Cold Plasma", Shadidi, A. Anvari, Rashidi, Journal of PLASMA PROCESS AND POLYMERS, vol. 3, PP 316–321, Germany, 2006.
- "Aluminum Coating on Cotton Fabric with Low Temperature Plasma" Shahidi, Ghorannevis, Moazzenchi, A. Anvari, Rashidi, Journal of SURFACE & COATINGS TECHNOLOGY, vol. 7, No. 105, 2006
- "Design and Fabrication of DC Cylindrical Magnetron Sputtering Device" Ghorannevis, Yassrian, A. Anvari, Pour Balasi, Hojaberi, Hosseini, Journal of PLASMA FUSION RESEARCH, vol. 7, pp 307–309, Japan, 2006
- "Corrosion Behavior of Low Energy High Temperature Nitrogen" Ghorannevis Shokouhy, Larijani, Hosseini, Yari, A. Anvari, et. al. PRAMANA JOURNAL OF PHYSICS, vol. 68, No. 1, pp 135–140, India, 2006
- "Calculation of Fusion Condition of Hydrogen-Boron by I.C.F Method", Malekyneia, Ghorannevis, A. Anvari, et. al, 16th international Conference on plasma Diagnostics, 5–8 December, Japan, 2006
- "Effect of Pressure and Magnetic Field on Parameters of Plasma in a DC Magnetron", Yasserian, Ghorannevis, A. Anvari, et. al, 16th International Conference on Plasma Diagnostics, 5–8 December, Japan, 2006.
- "Investigution of Antibacterial Activity on Cotton Fabrics with Cold Plasma”, Shahidi, Ghorannevis, A. Anvari, et. al, 10th International Conference on Plasma Surface Engineering, 10–15 Sept. Germany, 2006.
- "Effect of Thermal Oxidation on Properties of Aluminum Film", Milani, Ghorannevis, A. Anvari, et. al, 10th International Conference on Plasma Surface Engineering, 10–15 September, Germany, 2006.
- "Structure and Optical Properties of DC Magnetron Sputtered Al Film on PET", Hosseini, Ghorannevis, A. Anvari, et. al, 10th International Conference on Plasma Surface Engineering, 10–15 Sept. Germany, 2006.
- "Study of AIN/AL Thin Film Prepared by Ion Beam Technique" Shariati, Ghorannevis, A. Anvari, et. al. 10th International Conference on Plasma Surface Engineering, 10–15 September, Germany, 2006.
- "Deployment of an Array of Water Cherenkov Detector for Extensive Air Shower Experiments", Sheydaei, Bahmanabadi, A. Anvari, et. al, 30th International Cosmic Ray Conference, 3–11 July, Merida, Mexico, 2007
- "Investigation on Atmosphere Thickness by means of an EAS Array", Khakian, Bahmanabadi, A. Anvari, et. al. , 30th International Cosmic Ray Conference, 3–11 July, Merida, Mexico, 2007
- "Investigation of Geomagnetic Field Effect on Azimuth Distribution of EAS Events", Khakian, Bahmanabadi, A. Anvari, et. al, 30th International Cosmic Ray Conference, 3–11 July, Merida, Mexico, 2007
- "Study of Electrostatic Model for Numerical Simulation of Aerodynamic Plasma Actuator Mechanism", Abdoli, Mirzaee, A. Anvari, Pormahmod, 16th International Conference on Mechanical Engineering, May 13–15. University of Kerman, Iran, 2008
- "Numerical Simulation of Body Force Field Effects on Separation Control over Airfoils", Abdoli, Mirzaee, A. Anvari, Pormahmod, 16th International Conference on Mechanical Engineering, May 13–15. University of Kerman, Iran, 2008
- "Simulation of Body Force Field Effects on Airfoil Separation Control and Optimization of Plasma Actuator", Abdoli, Mirza A. Anvari, Pormahmod, Journal of Physics D, vol 41, 175204 (9 pp), England, 2008
- "Evaluation of Parameters Affecting Arc Plasma Chute in a Typical Gas Interrupter", Borghei, Ghorannevis, Abolhasani, A. Anvari, Japanese Journal of Applied Physics, vol 47, No.1, pp. 284–286, Japan, 2008
- “Effect of Low Temperature Plasma Treatment on Poly Vinyl Chloride Film” A. Anvari, M. Ghorannevis, Sh. Shahidi, R. Enjilela, A. Hojabri, Journal Of Plasma Fusion Research, Vol. 8, Japan, 2009.
- Study of EASs Inclination due to Geomagnetic Field by 50 TeV to 5 PeV Corsica Simulated Events" M. Khakian, M. Bahmanabadi, H. Hedayati, F. Sheidaei, A. Anvari, J. Samimi, Proceedings of the 31st ICRC, 574, LODZ, Poland, 2009
- "Search for Gamma Ray Events in Alborze Observatory Data" M. Khakian, S. Bayesteh, M. Bahmanabadi, H. Hedayati, F. Sheidaei, A. Anvari, J. Samimi, Proceedings of the 31st ICRC 575, LODZ, Poland, 2009
- "Another Approach for Finding Core Locations of Extensive Air Showers” H. Hedayati, E. Ansari, A. Anvari, et al Proceedings of the 31st ICRC, 1042, LODZ, Poland, 2009
- "Design and Fabrication of a Movable Langmuir Probe for Plasma Edge in the IR-T1 Tokamak", Shariatzaded, Ghoranneviss, Emami, A. Anvari, Journal of Fusion Energy, January, 2009
- "Plasma Actuator Effects on Flow Control Over Airfoil with Different Angle of Attacks". A. Abdoli, A. Anvari, 8th Aerospace Society Conference. Malek-e-Ashtar University, Iran 17–19 Feb, 2009.
- "Simulation of Single and Multi Plasma Actuators Effects on Stall Control". A. Abdoli, A. Anvari, 12th Fluid Dynamics Conference, Babol Noshirvani University, Iran, 28–3۰ آوریل ۲۰۰۹
- "Warm Relativistic Fluid Description of the Laser Wake Field". J. Yazdanpanah, A. Anvari, J.Samimi, Journal of Physics of Plasma, Princeton Vol. 16, 2009.
- "Effect of Electron Irradiation on Dye and Printability of Polypropylene Fabric, a Novel Method", J. Payamara, S. Shahidi, M. Gorannevis, J. Wiener, A. Anvari, The Journal of The Textile Institute, Vol.101, No. 11, 988–995, نوامبر ۲۰۱۰
- “Investigation of Metal Absorption and Antibacterial Activity on Cotton Fabric Modified by Low Temperature Plasma. S. Shahidi, A. Rashidi, A. Anvari, et. al. Journal of Cellulose, Vol: 17, 627–634, 2010
- “Plasma Effects on Anti-fefting Properties of Wool Fabrics. S. Shahidi, A. Rashidi, M. Ghorannevis. A. Anvari, J. Wiener. Journal of Surface and Coating Technology. 205, (349–354), 2010.
- “A New Simple Method for the Analysis of Extensive Air Showers. H. Hedayati, A. Anvari et. al. Astroparticle Physics. 34, (699–704), 2011
- “A New Method for Finding Core Locations of Extensive Air Showers. H. Hedayati, A. Anvari. et. al. The Astrophysical Journal 727, 66, U.S.A, 2011
- “Effect of Electron irradiation on Polypropylene Films. S. Shahidi, J. Wiener, M. Ghorannevis, A. Anvari, Plasma Science and Technology. Vol. 13, No. 2, Apr. 2011
- Time and space extended-particle in cell model for electromagnetic particle algorithms ,J.Yazdanpanah , A.Anvari, Physics of plasma(American Institute of Physics),19(033110), 2012
- Dissociation of C-H molecular bond of Methane by pulse shaped ultra intense laser field. ,S.Zare,A.Navid,Z.Dehghani, A.Anvari, R.Sadeghi. , ELSEVIER ,Chemical Physics Letters, 2013
- Effect of initially energetic electron on relativistic laser-driven electron plasma waves. ,J.Yazdanpanah , A.Anvari , Journal of Physics of Plasma(AIP)21, 2014
- Investigation of intense femto-second laser ionization and dissociation of Methan with time-dependent density-functional approach. ,E.Irani, R.Sadighi, A.Anvari, Journal of Chemical Letters 602 , 2014
- Dissociation ionization of Methan in an elliptical pulse shaped laser field , E.Irani , R.Sadighi , A.Anvari , Journal of Molecular Structure. 2014
- The effect of quantum correction on plasma electron heating in ultraviolet laser interaction. , S.Zare , E.Irani , R.Sadighi , A.Anvari , H.Hora Journal of Applied Physics. , 117 , 2015
- Relativistic self-focusing of intence laser beam in thermal collisionless quantum plasma with ramped density profile. ,S.Zare, E.Yazdani, R.Rezaee, A.Anvari, R.Sadighi, Jounal of Physics Review,Special Topics/ AcceleratorAnd Beam, 18 ,,2015
- Relativistic Gaussian laser beam self-focusing in collisional quantum plasma. , S.Zare, S.Rezvani , E.Yazdani, A.Anvari, R.Sadighi, Laser and particle beams. 2015
- Selective photo-dissociative ionization of Methan molecule with TDFT study ,E.Irani, A.Anvari, R.Sadighi, Spectrochemical Acta part A , Molecular and Biomolecular Spectroscopy 171 , 2017
- Molecular dissociative ionization of Methan and formaldehyde molecules with optimally tailored intense femtosecond laser pulses. ,E.Irani , A.Anvari , R.Sadighi , M.Monfared , Spectrochemical Acta part A , Molecular and Biomolecular Spectroscopy 185 , 2017 ,298-303